# Ōtomo no Otomaro
Ōtomo no Otomaro (大伴弟麻呂 o 大伴乙麻呂?) (¿731? - 14 de junio de 809) fue un general japonés de la era Nara y comienzos de la era Heian, miembro del clan Ōtomo. Fue el primer militar que obtuvo el título de sei-i taishōgun o "gran general que subyuga a los bárbaros" en 794, por su labor junto con Sakanoue no Tamuramaro, quienes lucharon contra los ainú, una tribu considerada bárbara que dominaba en esa época las islas de Hokkaidō y la parte norte de Honshu. Su padre fue Ōtomo no Koshibi.
| Predecesor: - | Shōgun 793 - 794 | Sucesor: Sakanoue no Tamuramaro |

- Datos: Q2089860